# Stelios Chalkias
Stelios Chalkias (ur. 11 kwietnia 1980) – grecki szachista, arcymistrz od 2002 roku.

## Kariera szachowa
Pomiędzy 1992 a 2000  r. wielokrotnie reprezentował swój kraj na mistrzostwach świata i Europy juniorów, najlepsze rezultaty osiągając w latach 1992 (Rimavska Sobota, ME do lat 12, dz. II m. wspólnie z Hrvoje Steviciem, za Peterem Acsem), 1997 (Tallinn, ME do 18 lat, dz. I-V m.), Erywaniu (1997, MŚ do 18 lat, dz. II m. wspólnie z Aleksiejem Iljuszynem, za Rusłanem Ponomariowem) oraz w Patras (1999, ME do lat 20, III m. za Dennisem de Vreugtem i Aleksiejem Iljuszynem). 
Od 1999 r. wielokrotnie wystąpił w finałach indywidualnych mistrzostw Grecji, medale zdobywając w latach 1999 (brązowy), 2000 (dz. II-III m.), 2001 i 2002 (srebrne) oraz 2003 i 2004 (w obu przypadkach dz. I-III m.). W 1999 r. zwyciężył w turnieju juniorów do lat 20 w Hengelo, w 2000 podzielił I m. (wspólnie z Aleksandrem Bierełowiczem) w Tancie, natomiast w 2001 triumfował w Antalyi i Patras, podzielił również I m. (wspólnie z m.in. Leonidem Judasinem, Siergiejem Szipowem i Władimirem Bakłanem) w Ano Liosia. W 2002 zwyciężył w Pančevie, w 2006 r. podzielił I m. (wspólnie z Dmitrijem Swietuszkinem i Jurijem Drozdowskim) w Kawali oraz osiągnął duży sukces, zwyciężając (wspólnie z Aleksandrem Szbałowem) w Bad Wiessee, natomiast w 2007 r. podzielił I m. (wspólnie z Sipke Ernstem, Davitem Lobżanidze, Dimitriosem Mastrowasilisem i Ahmedem Adly) w Groningen. W 2008 r. podzielił I m. w kolejnych otwartych turniejach rozegranych w Kawali (wspólnie z Aleksandrem Grafem) oraz Palaiochorze (wspólnie z m.in. Jewgienijem Postnym, Mircea Parligrasem, Alberto Davidem i Jurijem Kryworuczko), zwyciężył również (wspólnie z Nikolą Sedlakiem) w memoriale Borislava Kosticia we Vršacu.
Wielokrotnie reprezentował Grecję w turniejach drużynowych, m.in.:
- siedmiokrotnie na olimpiadach szachowych (w latach 2000, 2002, 2004, 2006, 2008, 2010, 2012)[2],
- na drużynowych mistrzostwach świata (w roku 2010)[3],
- siedmiokrotnie na drużynowych mistrzostwach Europy (w latach 2001, 2003, 2005, 2007, 2009, 2011, 2013)[4].

Najwyższy ranking w dotychczasowej karierze osiągnął 1 maja 2011 r., z wynikiem 2602 punktów zajmował wówczas 1. miejsce wśród greckich szachistów.